# Княжпогост
Княжпогост (коми Виз) — село в Княжпогостском районе республики Коми  в составе  городского поселения Емва.

## География
Находится на правом берегу реки Вымь на расстоянии примерно 2 км на север от центра района города Емва. 

## История
Упоминается с 1490 года. Вероятно, здесь находилась резиденция вымских князей Полугрудовых, управлявших местным краем с 1451 по 1502 год. В 1602 году в селе было две деревянные церкви (Афанасия Великого и Успения Пречистые Богородицы). Рядом с погостом находилось 7 деревень, впоследствии слившихся с ним в один населенный пункт. В конце XVIII века здесь было уже около 250 жителей. В первой половине XIX века в селе построили каменную церковь, в 1880 г. была открыта церковно-приходская школа. В 1930-х годах напротив села, на противоположном берегу Выми появился поселок Железнодорожный (ныне город Емва), который со временем стал административным центром Княжпогостского района.

## Население
Постоянное население  составляло 195 человек (русские 36%, коми 55%) в 2002 году, 114 в 2010 .